# Paweł Stalmach

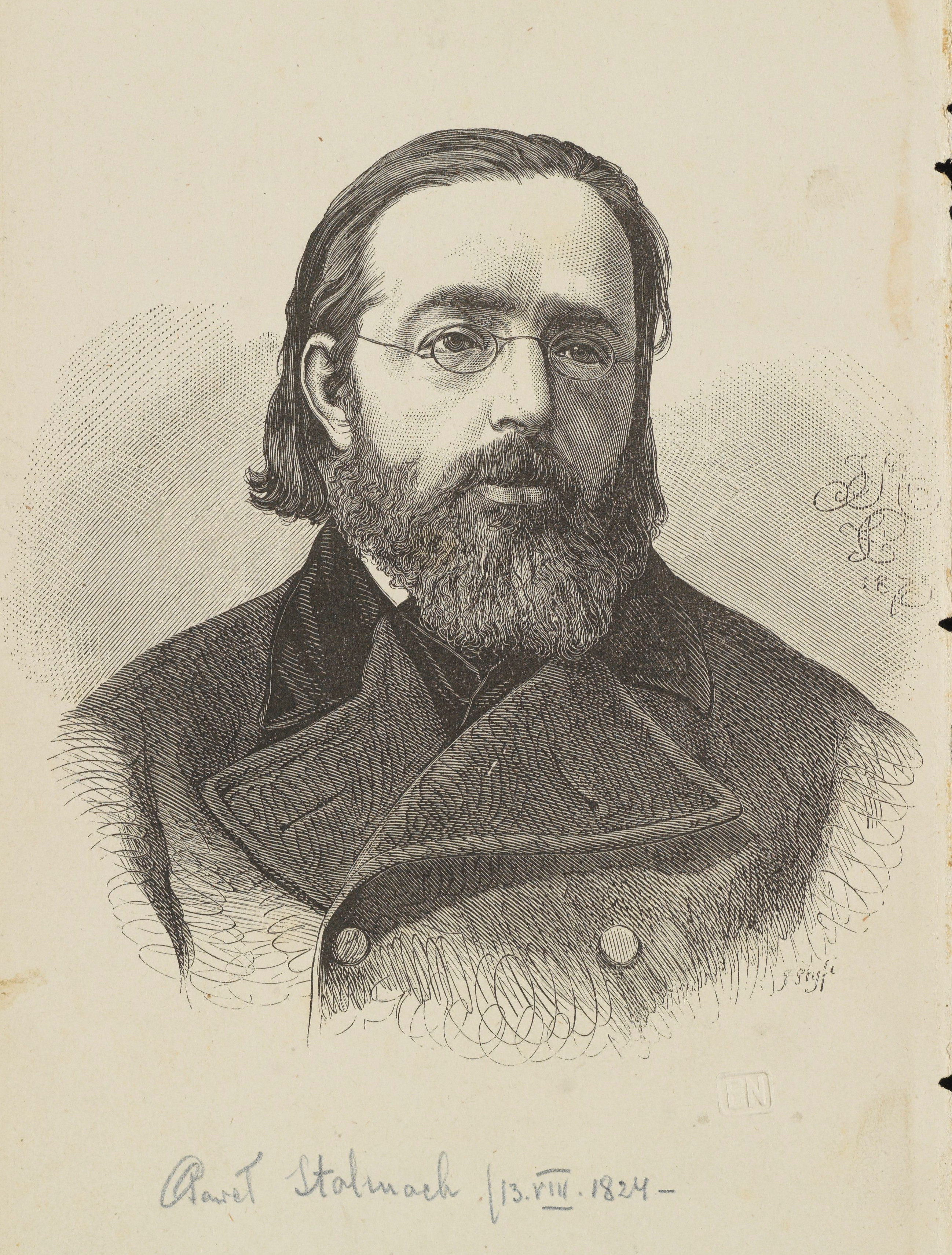
Paweł Stalmach

Paweł Stalmach (auch Paul Stalmach, * 13. August 1824 in Bażanowice (Bazanowitz), Schlesien; † 13. November 1891 in Teschen) war ein Jurist, Redakteur und Herausgeber, der als Gründer der polnischen Nationalbewegung im Teschener Schlesien gilt.

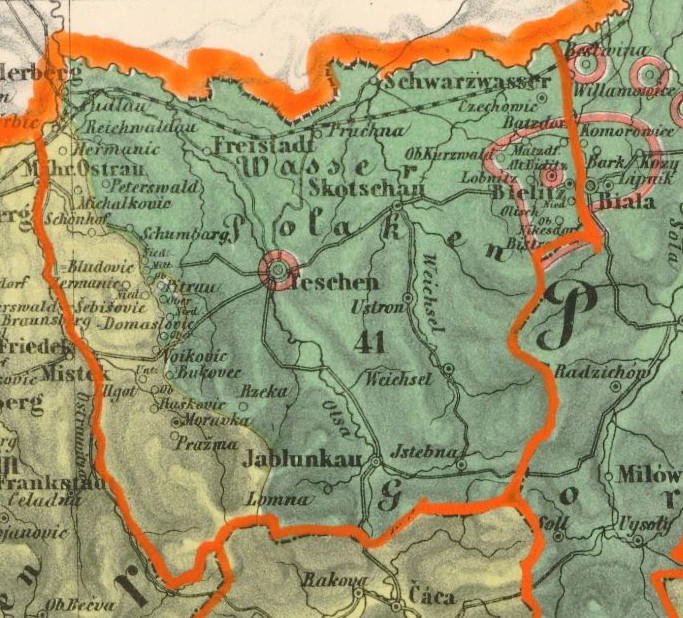
Wasserpolaken auf der Karte von Carl Freiherr von Czoernig (1855)

## Leben

### Jugend und Bildung
Stalmach wurde in eine evangelische Familie der sogenannten „Wasserpolaken“ geboren, als der erste Sohn von Jan (Johann), einem Beamten der Vorwerke der Teschener Kammer in Bażanowice und Pogwizdów (Pogwisdau), und Zuzanna geb. Cicha. Vom Vater lernte er Tschechisch und Polnisch lesen und in der Schwabacher Schrift schreiben. Nach dem Umzug nach Teschen besuchte er die dortige evangelische Volksschule und in den Jahren 1837 bis 1843 das evangelische Gymnasium bei der Jesuskirche. 1842 gründete er mit rund 20 anderen Schülern den polnischen Selbststudienkreis Złączenie Polskie. Ab dem Herbst 1843 studierte er im evangelischen Lyzeum in Pressburg (Bratislava). Die Slowaken benutzten damals die tschechische Sprache als Literatursprache, aber Ľudovít Štúr, ein früher slowakischer Nationalführer und Stalmachs Lehrer, kodifizierte die Grundlagen der heutigen slowakischen Schriftsprache. Unter Štúrs Einfluss verstärkte Stalmach seine Überzeugung der Eigentümlichkeit der Teschener polnisch-schlesischen Bevölkerung, die von frühen tschechischen Nationalerweckern unbedacht als Teil der Tschechen betrachtet wurde. Stalmach protestierte dagegen als Mitglied der slowakischen Slawischen Gesellschaft (Spolek milovníkov reči a literatúry slovenskej), sowie gegen die Zuordnung Österreichisch-Schlesiens als tschechisches Land (der Teschner Kreis gehörte damals zum Mährischschlesischen Landesgubernium mit Sitz in Brünn). 1845 half er Ľudovít Štúr, die erste slowakische Zeitung Slovenskiej národňje noviny herauszugeben. Danach kehrte er nach Teschen zurück und arbeitete in einer Kanzlei des slawophilen mährischen Advokats aus Hranice, Ludwik Klucki. Mit Mitarbeitern, darunter Andrzej Cinciała, plante er die Herausgabe der ersten polnischsprachigen Zeitung im Gebiet.
Im Herbst 1845 studierte er Theologie an der Universität Wien. Aus Wien korrespondierte er mit Klucki und Cinciała und durch Štúr lernte er Jerzy Lubomirski, einen slawophilen Adeligen aus Galizien kennen. Dank ihm trat er mit weiteren Mitgliedern der Wiener Polonia in Verbindung und erhielt Zugriff zur neuesten polnischen Literatur. 1847 studierte er u. a. Historia Polonica von Jan Długosz und faszinierte sich für Adam Mickiewiczs Werke, die er an Cinciała schickte. Noch in Wien mit Jerzy Heczko begann er, die im Teschener Land benutzten tschechisch- bzw. mährischsprachigen kirchlichen Liederbücher ins Polnische zu übersetzen. In den Ferien im Sommer 1847 kam er nach Teschen, wo er die erste Predigte hielt. Mit Cinciała ging er zu Fuß nach Krakau, um die polnischen Bücher für den von ihm gegründeten Studentenkreis im Teschener evangelischen Gymnasium herbeizuholen.
Einige Monate nach der Rückkehr nach Wien begann die Revolution von 1848/1849 im Kaisertum Österreich. Stalmach trat in die Akademische Legion ein und radikalisierte seine Einstellungen. In den Briefen zu Cinciała wies er darauf, dass Schlesien zu Polen gehören wird und empfahl, die Deutschen zu vertreiben. Er wurde zu einem Anhänger des Austroslawismus. Nach der Einführung der Pressefreiheit bat er Klucki, die früher geplante polnische Zeitung herauszugeben. Die erste Nummer von Tygodnik Cieszyński (Teschener Wochenblatt), der ersten Zeitung im Teschener Schlesien, erschien am 6. Mai 1848 mit einem Artikel über die Revolution in Wien von Stalmach. Jerzy Lubomirski überredete ihn zur Teilnahme im Juni am 1. Slawenkongress in Prag. Seine aus einigen Personen bestehende Delegation wurde anfänglich an die tschecho-slowakische Gruppe angegliedert, aber nach Stalmachs Protest wurde sie in die polnisch-ruthenische Gruppe verlegt. Dies war die erste Deklaration in der Öffentlichkeit über die polnische Nationalität der Teschener Schlesier. Einige Male ergriff er das Wort auf der Versammlung, u. a. forderte er die Einführung der polnischen Sprache in den schlesischen Ämtern und Schulen sowie den Anschluss an Galizien.

### Chefredakteur
Nach dem Rückkehr nach Teschen wurde er zum Chefredakteur von Tygodnik Cieszyński. Im November 1848 wurde Stalmach zum Gründer und Sekretär des polnischen Lesesaals. Am 19. März wurde im Lesesaal die polnische Bibliothek für die Bevölkerung des Herzogtums Teschen eröffnet und Stalmach wurde zu ihrem Bibliothekar.
Unter Stalmach vertrat Tygodnik vorsichtig die Verbindung Schlesiens und der noch national nicht festgelegten Bevölkerung mit der polnischen Kultur. Ab dem 5. Juni 1848 erschien auf Initiative von Carl Friedrich Kotschy, dem Pastor in Ustroń, und Andrzej Źlik, dem Professor am evangelischen Gymnasium, die zweite polnischsprachige, aber deutschfreundliche und gegen die polnische Nationalbewegung eingestellte Zeitung „Nowiny dla ludu wiejskiego“, die in der Schwabacher Schrift Stalmach und Tygodnik kritisierte, besonders die Idee des Anschlusses an Galizien. In der Zeit des Neoabsolutismus wurden beide Zeitungen geschlossen. Tygodnik wurde aber von Stalmach als Gwiazdka Cieszyńska noch 1851 als viel weniger politisch geprägte Zeitung reaktiviert. Im März 1852 warf ihm Johann von Kalchberg, der Statthalter in Österreichisch-Schlesien, nationalen Separatismus vor und übte Druck zur Schließung der Zeitung aus, was kurz danach passierte. Gwiazdka wurde jedoch wieder ab März 1853 herausgegeben.
Am 16. Oktober 1854 heiratete Stalmach Anna Skribowa, eine katholische Witwe eines Teschener Kaufmanns. Die u. a. von Lubomirski und Mieczysław Antoni Dzieduszycki finanziell unterstützte Zeitung wurde in ihrem Haus redigiert. In den Jahren 1859 bis 1863 wurde sie dank Józef Ignacy Kraszewski in Kongresspolen  ausgetragen. In der Zeitung publizierte Stalmach seine Artikel über die Geschichte des Slawentums, Gastartikel aus Galizien (Władysław Koziebrodzki, Michał Bałucki, Wincenty Pol) und Oberschlesien (Karol Miarka) und der örtlichen Schreiber und Dichter (Jan Kubisz, Julian Ligoń, Andrzej Kotula). Seine Zeitung wurde zu einem Muster, dem einige in Galizien und in der Provinz Posen folgten.
1854 wurde der polnische Lesesaal von der deutschen städtischen Selbstverwaltung geschlossen und Stalmach eröffnete an ihrer Stelle das Kasyno. 1856 war er einer der Gründer der Teschener polnischen Kasa Oszczędności (Sparkasse). 1860 besuchte er Krakau, wo er der galizischen Delegation zu Wien (um Anton von Schmerling zu besuchen) angeschlossen wurde. Mit Cinciała forderte er wieder die Einführung der polnischen Sprache in den Schulen und Ämtern. Diese wurde in Österreichisch Schlesien auf Johann Demels Vorschlag eingeführt, Stalmachs Altersgenosse, sowie künftiger, langjähriger Teschener Bürgermeister. Vom Ende des Jahres an wurde Stalmach von der österreichischen Verwaltung in Teschen für seine Aktivität verhört.
1863 wurde die Pressezensur in Österreich gelockert und Gwiazdka Cieszyńska wurde wieder zur politischen Zeitung. Sie berichtete über den polnischen Januaraufstand. Stalmach selbst half den Freiwilligen auf der Durchreise, die Polizei führte deswegen Durchsuchungen in seinem Haus durch. 1864 wurde er wegen eines Artikels für einen Monat inhaftiert. 1867 wurde eine Geldstrafe für die Broschüre Der Zerfall Oesterreichs verhängt. Im nächsten Jahr wurde er wieder für einen Monat inhaftiert, diesmal für die Kritik an der Aktivität des evangelischen Seniors Theodor Karl Haase. Zu dieser Zeit belebte sich wieder die Demokratie in Österreich und die polnische Nationalbewegung blühte auf. 1869 organisierte Stalmach die erste massive polnische Kundgebung in Sibica (Schibitz) bei Teschen. 1873 bewarb Gwiazka mit Erfolg die Kandidatur von Andrzej Cinciała, der in der Reichsratswahl im Bezirk Bielitz gewann, mit über 50 % Stimmen der evangelischen Wähler. Das alarmierte die örtlichen deutschen Liberalen. 1877 veröffentlichte der Senior Theodor Karl Haase die Zeitung „Nowy Czas. Tygodnik polityczny“ als ein Gegengewicht zur Gwiazdka und andere neue polnische Zeitungen. Sie wurde zu einer ideologischen Fortsetzung von „Nowiny dla ludu wiejskiego“ von 1848. Ähnlich wiederholte sie das Stereotyp des halbasiatischen, rückständigen und von polnischen Geschlechtern gedrückten Galiziens und mit Erfolg distanzierte sie die polnischsprachigen Lutheraner von der polnischen Nationalbewegung. Auch die Mehrheit der evangelischen polnischsprachigen Pastoren kooperierte mit der Zeitung, rechtfertigend, dass der Lutheranismus eine deutsche Religion ist und dass man mit den Deutschen zusammengehen muß, was Stalmach den Rest seines Lebens bedauerte. Sein Widerstand gegen die Germanisierung und Aufrufe zum Anschluss an Galizien wurde immer eher von Katholiken unterstützt.

### Lebensabend
1880 stellte Stalmach Józef Londzin, einen jungen katholischen Priester, in der Redaktion ein. 1882 unterstützte er die Gründung des Bundes der schlesischen Katholiken (Związek Śląskich Katolików, ZŚK) und arbeitete eng mit dem Leiter des Bundes, Ignacy Świeży zusammen. Gwiazdka entwickelte sich damals zu einer römisch-katholischen Zeitung. Diese wurde von der polnischen Lutheranern unter der Leitung der Familie Michejda (Franciszek, Jan und anderen) stark kritisiert und Stalmach geriet auch in Konflikt mit dem alten Freund – Andrzej Cinciała. Stalmach polemisierte gegen sie, aber die polnische Nationalbewegung verfiel im Teschener Schlesien fast dauerhaft entlang der konfessionellen Linie. Stalmach zog sich teilweise aus dem öffentlichen Leben zurück. 1885 begründete er noch mit anderen die Macierz Szkolna dla Księstwa Cieszyńskiego, die die Eröffnung einer privaten polnischen Mittelschule in Teschen (der ersten in ganz Schlesien, sie wurde 1895 eröffnet) und wurde zum Vorsitzenden der Macierz. 1887 überließ er die Gwiazdka einem Komitee katholischer Geistlicher.

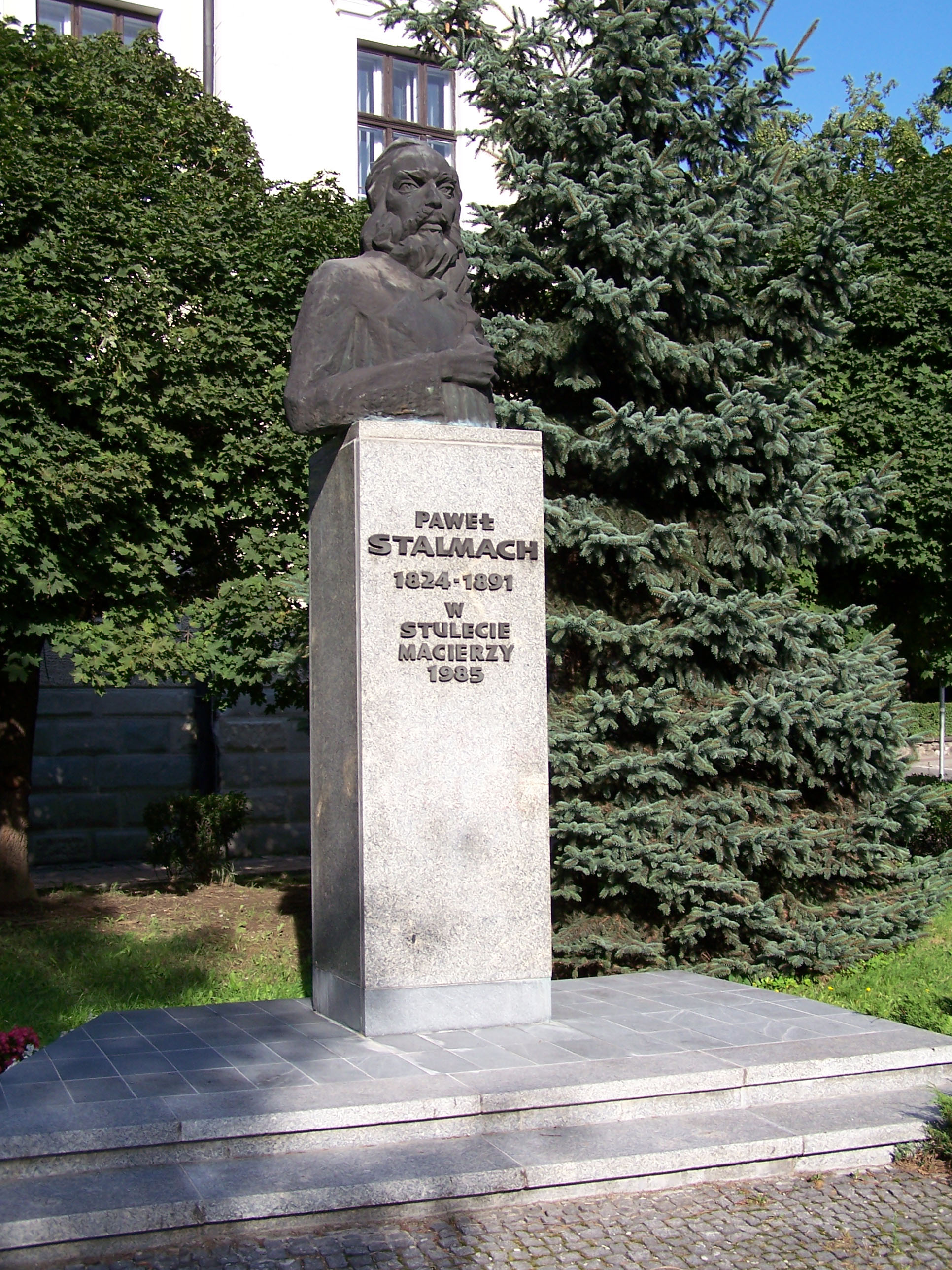
Denkmal in Teschen

Er starb plötzlich am 13. November 1891. Nach örtlichen Lutheranern (z. B. Jan Kubisz) wurde er auf dem Sterbebett bewusstlos in die römisch-katholische Kirche umgeschrieben, nach Katholiken entschied er darüber bewusst. Diese Konversion wurde für Jahrzehnte nach seinem Tod zu einem weiteren Streit zwischen den polnischen Nationalaktivisten beider Konfessionen über Stalmachs Hinterlassenschaft. Stalmach wurde im Kommunalen Friedhof in Teschen nach dem katholischen Ritus beigesetzt.
Mit Anna Harach/Horach vel. Skribowa hatte er acht in der evangelischen Kirche getaufte Kinder, die alle vor seinem Tod starben.

## Erinnerung
1924 wurde das erste Denkmal von Stalmach in Istebna errichtet. Ein Flachrelief befindet sich im Schlesischen Parlament in Katowice. Stalmacha-Straßen gibt es u. a. in Cieszyn (ab 1918), Wisła, Ustroń, Skoczów, Bielsko-Biała, Pszczyna, Rybnik, Katowice, Bytom, Chorzów, Gliwice, Racibórz, Opole und in anderen kleineren Ortschaften des polnischen Teils Teschener Schlesiens.